# Guglielmo Lipparini
Guglielmo Lipparini, aussi appelé Guglielmo Liparino (né et mort à Bologne, 1578 environ – 1645 environ) est un compositeur italien du XVIIe siècle. 

## Biographie
Guglielmo Lipparini est moine augustin. Il étudie avec Tiburzio Massaino, puis est engagé à la cour du duc de Monte Marciano, à Bellagio. En 1609 il est nommé maître de chapelle de la cathédrale de Côme où il est resté jusqu'en 1629, où il retourna au couvent Saint-Jacques (Bologne), d'où il était parti. Il y est mort quelques années après. Il a composé des œuvres sacrées et profanes.

## Œuvres
- 2 livres de Canzonettas à 3 voix (1600 et 1605)
- Un recueil de madrigaux à 5 voix (1614)
- Un recueil de motets de 7 à 15 voix (1609)
- Un livre de litanies à 1, 2 et 3 voix et orgue (1623)
- Des laudes sacrées pour la ville de Loreto, de 3 à 8 voix (1634)
- Trois livres de concertos sacrés de 1 à 10 voix (répartis entre 1627 et 1635)
- Cinq sonates pour violon et violoncelle (1635)
- Trois sonates pour 2 violons et violoncelle (1635)
- Un volume de psaumes à 8 voix et orgue (1637)